# Bernhard Luxbacher
Bernhard Luxbacher (* 18. listopadu 1994) je rakouský fotbalista, který hraje jako záložník za First Vienna FC 1894. Je bývalým mládežnickým reprezentantem Rakouska.

## Klubová kariéra
Luxbacher debutoval za Austrii Vídeň v 1. rakouské lize dne 23. listopadu 2013 proti FC Wacker Innsbruck. Od srpna 2014 do ledna 2014 byl na hostování v SKN St. Pölten. V létě 2015 byl poslán na hostování do Floridsdorfer AC. V roce 2016 mu skončila smlouva a on zůstal více než půl roku bez klubu, od roku 2017 hrál za FCM Traiskirchen. V létě 2017 klub opustil a připojil se k Wiener Sport-Club. Od ledna 2018 hrál za North Carolina FC z USL. Po sezóně klub opustil.
Po půl roce bez klubu se v sezóně 2019/20 vrátil do Rakouska a připojil se k FC Mauerwerk. Od ledna 2020 hrál za ASK Ebreichsdorf. Kvůli pandemii COVIDU-19 však za klub neodehrál ani zápas.
Od roku 2020 hraje za First Vienna FC 1894.

## Reprezentační kariéra
Hrál za reprezentaci do 19 let a v roce 2014 odehrál zápas za reprezentaci do 21 let.

## Osobní život
Bernhard Luxbacher je bratrem fotbalisty Daniela Luxbachera.